# Percrocuta
Percrocuta es un género extinto de carnívoros feliformes similares a las hienas. Fósiles suyos han aparecido en Europa, Asia y África, durante la época del Mioceno.
Con una longitud máxima de 1.50 metros, Percrocuta era mucho más grande que sus equivalentes modernos, pero menor que una leona. Igual que la hiena manchada, Percrocuta tenía un robusto cráneo y poderosas mandíbulas. De manera similar a los hiénidos modernos, sus patas traseras eran más cortas que las delanteras, lo que resulta en una característica espalda inclinada.
Percrocuta fue presentada como un género de Percrocutidae en 1938. La relación precisa de Percrocuta con la familia Hyaenidae fue debatida hasta 1985, cuando los géneros Percrocuta, Dinocrocuta, Belbus y Allohyaena fueron aceptados como pertenecientes a la familia Percrocutidae.

## Evidencia fósil
P. abessalomi es conocida sólo de un cráneo, dos mandíbulas y dos dientes. Estos fósiles fueron recolectados en el área de Belomechetskaja, en Georgia y datan de la sexta zona de mamíferos (MN). Esta especie es la mejor conocida de la familia Percrocutidae. P. miocenica es conocida solo de unas pocas mandíbulas, halladas en la antigua Yugoslavia y Turquía. Estos fósiles también datan del período Mioceno.